# Guisla (nom)
Guisla és un nom femení català medieval que prové del germànic, segurament del nom de dona germànic Wisĭla o Wisĭlo, igual que el mot "guilla" o "guineu".
A data de 2021, hi havia 27 noies que es deien Guisla a Catalunya, ocupant, el nom, la posició 4.615 entre les dones. És un nom poc comú, actualment.
Al santoral català, el dia del sant de Guisla se celebra el 7 de maig, el mateix que Gisela (beata Gisela), entre d'altres.

## Personatges històrics
- Guisla de Lluçà (~1012 - 1079), comtessa consort de Barcelona (1027-1035) i comtessa d'Osona (1035-1054)[5]
- Guisla de Queralt (? – 1098), esposa de Pere Amat d’Orís, de Voltregà i de Manlleu (1058-1088)[6]
- Guisla de Besora (? - 1088), filla de Gombau de Besora i la seva primera dona Guisla i esposa de Mir Geribert, príncep d'Olèrdola
- Guisla Umbert (segle xi), baronessa de Palafolls
- Guisla de Pallars, esposa de Guifré I de Berga i II de Cerdanya

## Cultura popular

### Gegants
Els gegants de la Geltrú (Colla Gegantera de Vilanova i la Geltrú) es diuen Guisla i Ulderich, i representen una parella de feudals que vivia al castell de la Geltrú.
Els gegants de Caldes de Montbui es diuen Guisla i Farellàs. La Guisla és la primera baronessa del Castell de Montbui i en Farellàs és l'hereu de Can Farell, conegut popularment com el gegant del pi. A Caldes de Montbui, la Coral Guisla fa honor al nom de la geganta.
Els gegants de Lluçà i Santa Eulàlia de Puig-oriol es diuen Guisla i Udalard, i representen a dos membres de la família del castell Lluçà. Guisla de Lluçà va ser comtessa de Barcelona i d'Osona al casar-se amb el comte Berenguer Ramon I. Udalard III, vescomte de Barcelona, va ser el segon marit de Guisla de Lluçà.

### Altres
Guisla apareix al poema Canigó (1886) de Jacint Verdaguer, com a dona de Guifré II de Cerdanya. El Cant X del poema s'anomena "Guisla".
El dia de Santa Guisla (7 de maig) del 2009, hi va haver la primera "Trobada de Guisles" de Catalunya,
Formatges Lluçà, del Lluçanès, han posat el nom de Guisla al seu formatge blau, en honor a Guisla de Lluçà.